# Mirko Kovač
Mirko Kovač (26 decembrie 1938 - 19 august 2013 ) a fost un romancier iugoslav din Muntenegru. 

## Biografie
Kovač s-a născut în satul Petrovići din regiunea Banjani, în apropiere de Nikšić, Muntenegru. 
Lucrările sale sunt: Gubilište, Moja sestra Elida, Malvina, Ruganje cu dušom, Vrata od utrobe (care i-a adus premiul NIN în 1978), Uvod u drugi život, Kristalne rešetke, Grad u zrcalu și colecții de povestiri: Rane Luca Meštrovića i Nebeski garantnici ; colecții de eseuri: Evropska trulež i drugi eseji, Na odru, Cvjetanje mase, Elita gora od rulje ; scenarii de film Okupacija u 26 slika și altele. El a publicat Knjiga pisama împreună cu scriitorul sârb Filip David. 
El a primit: premiul sârb NIN  1978 și Premiul Andrić  1987, premiul suedez PEN Tucholsky  (1993), premiul german  Herder (1995), premiul din Muntenegru Njegoš (2009) și premiul 13 iulie (2004), premiul  sloven Vilenica (2003), premiul croatVladimir Nazor (2008) etc. El a locuit în Belgrad, dar s-a mutat la Rovinj, Croația, orașul natal al soției sale, după ce Slobodan Milošević a venit la putere. 